# Carlia luctuosa
Carlia luctuosa là một loài thằn lằn trong họ Scincidae. Loài này được Peters & Doria mô tả khoa học đầu tiên năm 1878.